# Teunismolen
De Teunismolen is een korenmolen in De Heurne in de Nederlandse provincie Gelderland.

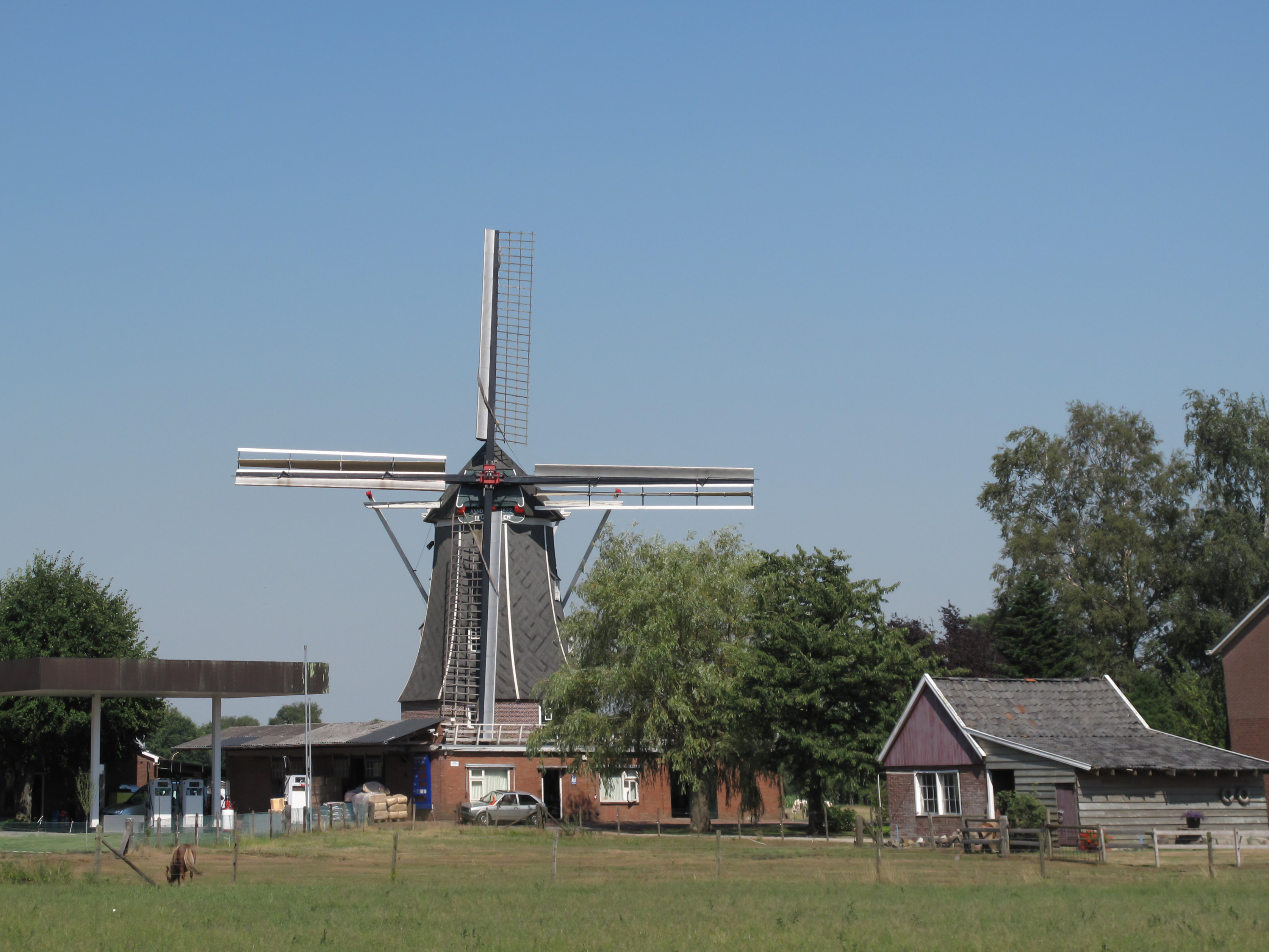
De Heurne, de Teunismolen

De molen werd in 1822 gebouwd, naar alle waarschijnlijkheid volgens het bestek van de drie jaar eerder gebouwde beltmolen Hermien in Harreveld. De molen heette aanvankelijk De Haan maar werd in de volksmond altijd vernoemd naar de nabijgelegen boerderij Het Teunishuis waarna de huidige naam ontstond. De molen is in 1942 gerestaureerd. Na aankoop door de toenmalige gemeente Dinxperlo in 1986 werd de molen wederom grondig gerestaureerd. Na de gemeentelijke herindeling is de molen eigendom van de gemeente Aalten.

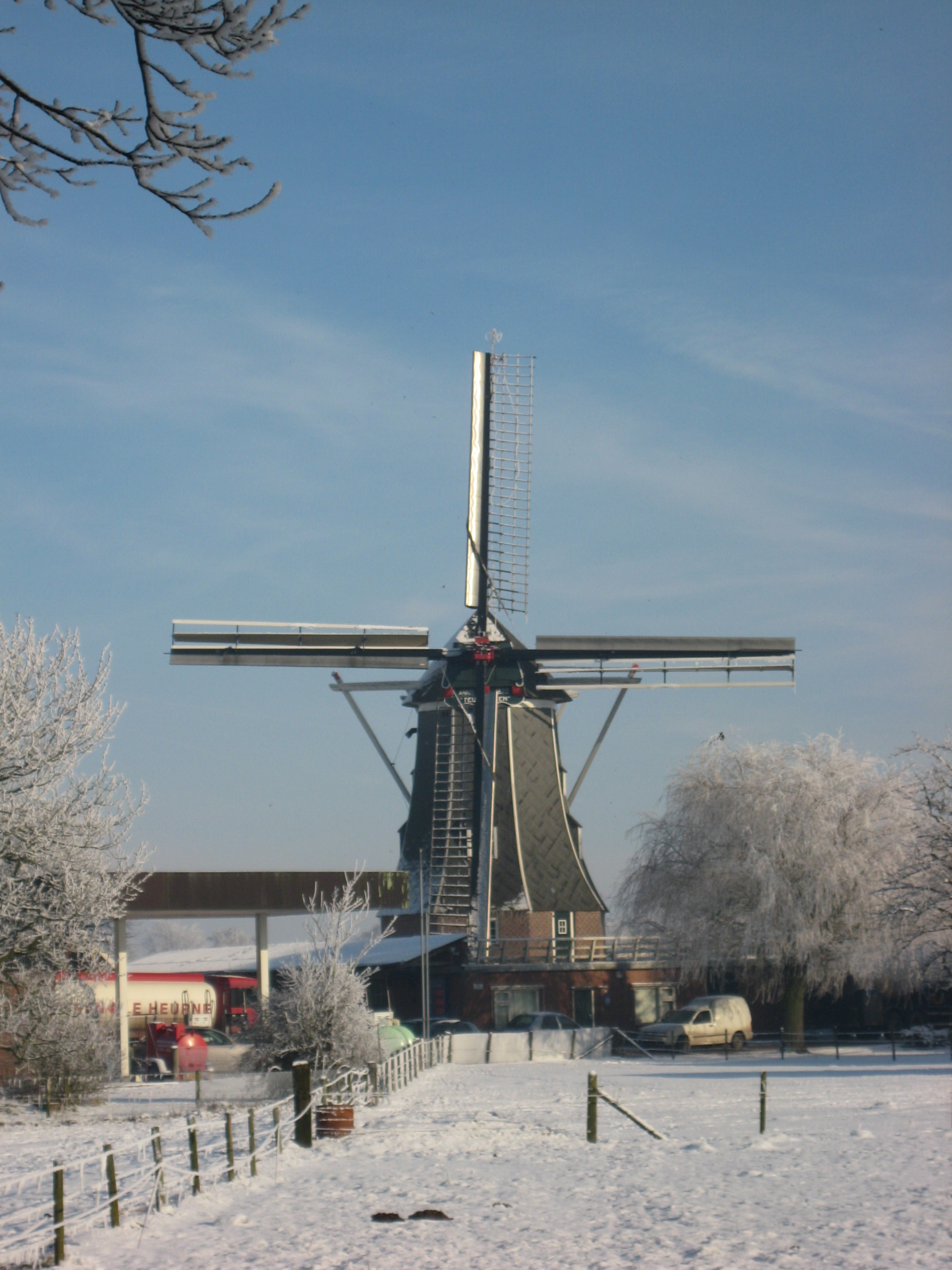
De Teunismolen in de winter

De gelaste roeden van de molen zijn in 1987 gemaakt door Groot-Wesseldijk te Lochem en hebben een lengte van 23,50 meter. De binnenroede heeft nummer 20 en de buitenroede nummer 19. Ze zijn voorzien van het  Van Busselsysteem, op de binnenroede in combinatie met Ten Have-kleppen, op de buitenroede met zeilen. Voor de bediening van de zwichtstang, de stang die door de bovenas loopt, is er een rondgaande ketting met kettingwiel en een tandheugel. 
De inrichting bestaat uit één koppel maalstenen en diverse andere apparatuur, zoals graanreiniger, elevator, elektrisch luiwerk en mengketel. De molen wordt regelmatig door vrijwillige molenaars in bedrijf gesteld.
De 5,38 m lange, gietijzeren bovenas is in 1877 gegoten door de ijzergieterij de Prins van Oranje en heeft nummer 1131.
De kap van de molen draait op een engels kruiwerk dat bediend wordt met een kruihaspel.
De molen wordt gevangen, stilgezet, met een vlaamse vang met vier vangstukken, die bediend wordt door een vangtrommel.

## Overbrengingen
- De overbrengingsverhouding is 1 : 6,37.
- Het bovenwiel heeft 53 kammen en de bonkelaar heeft 26 kammen. De koningsspil draait hierdoor 2,04 keer sneller dan de bovenas. De steek is 13,8 cm
- Het spoorwiel heeft 75 kammen en het steenrondsel 24 staven. Het steenrondsel draait hierdoor 3,125 keer sneller dan de koningsspil en 6,37 keer sneller dan de bovenas. De steek is 11 cm.

## Fotogalerij

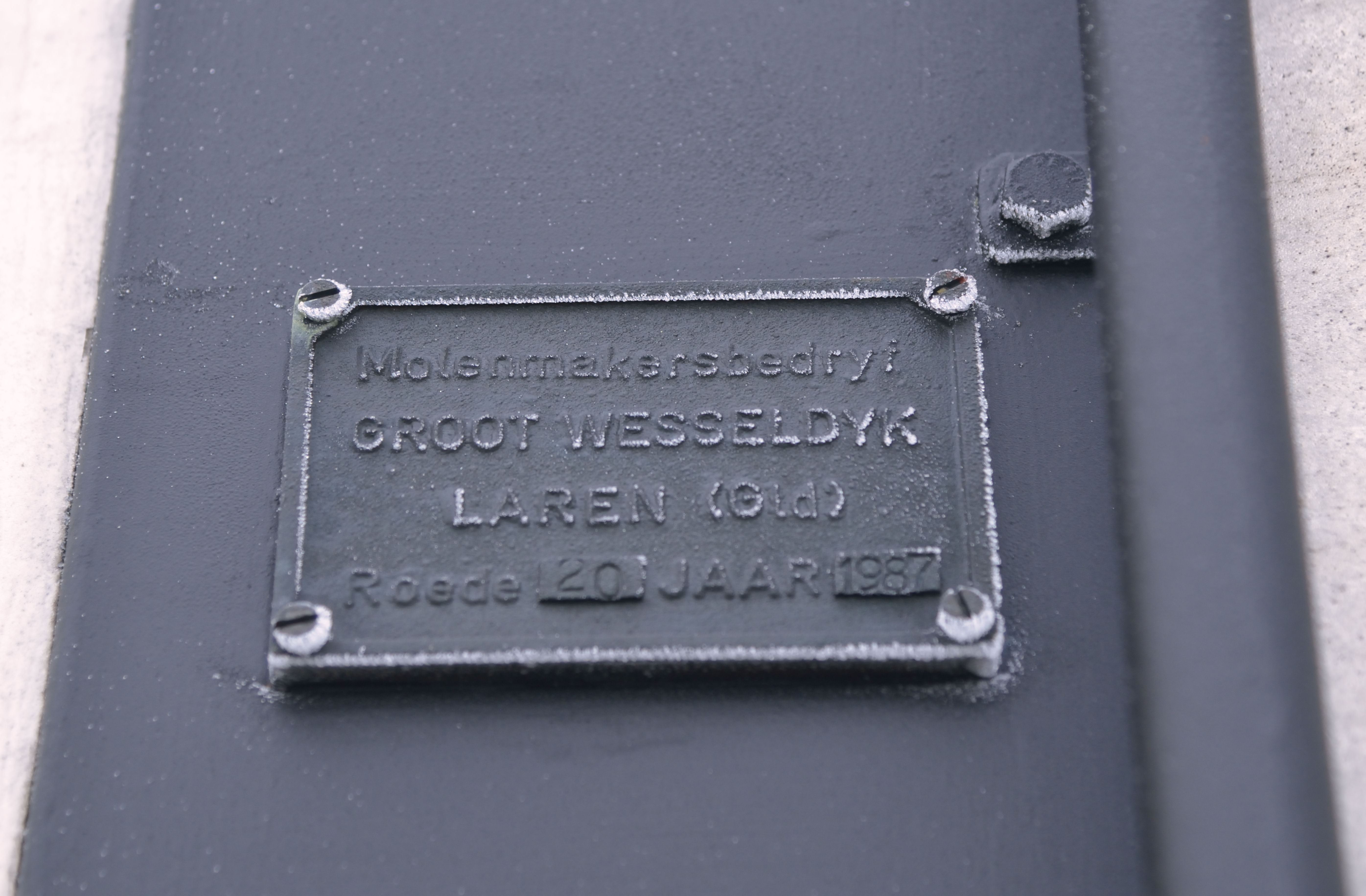
Roeplaatje
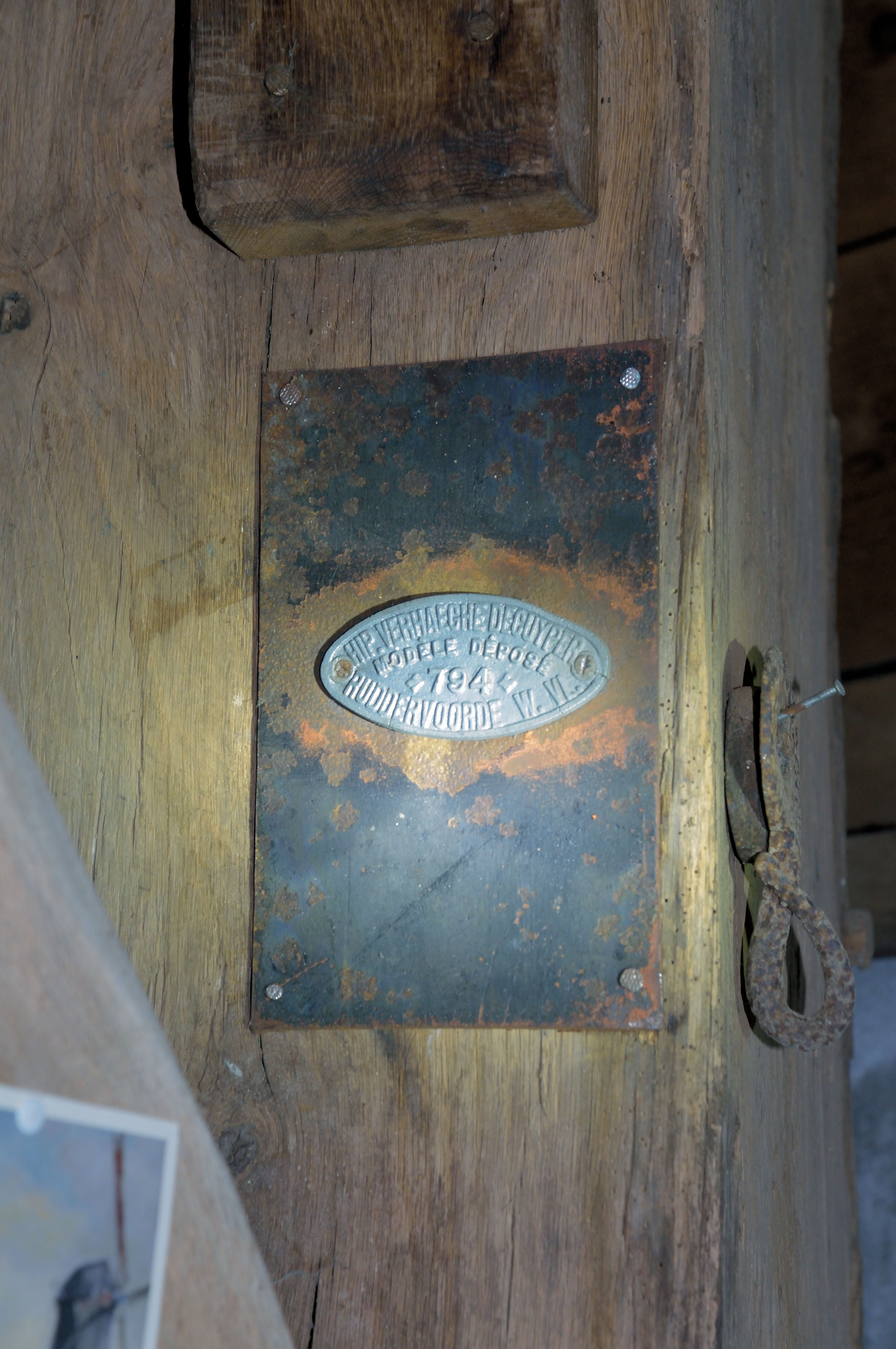
Roeplaatje voormalige Verhaeghe roe
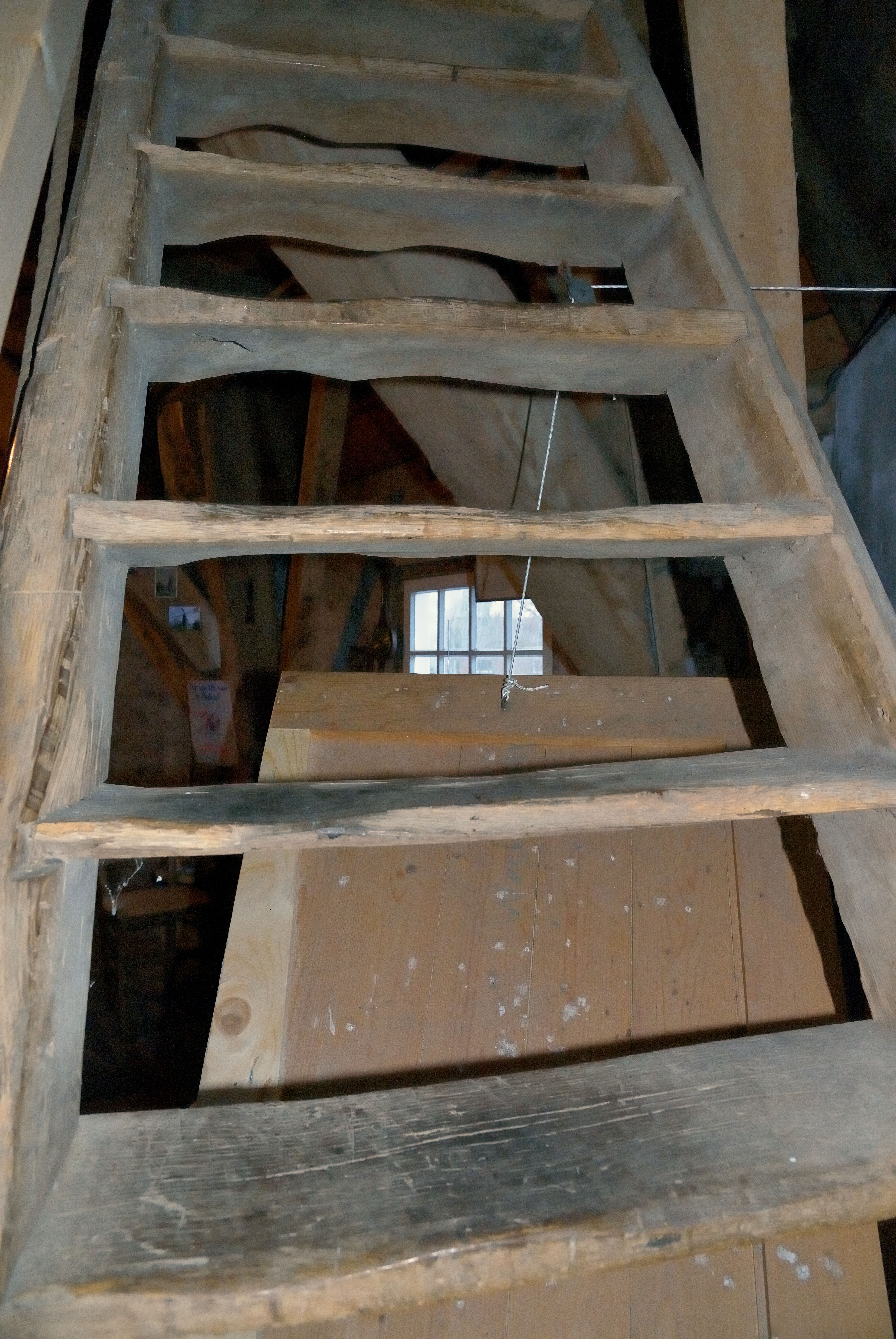
Afgesleten traptreden omgezet
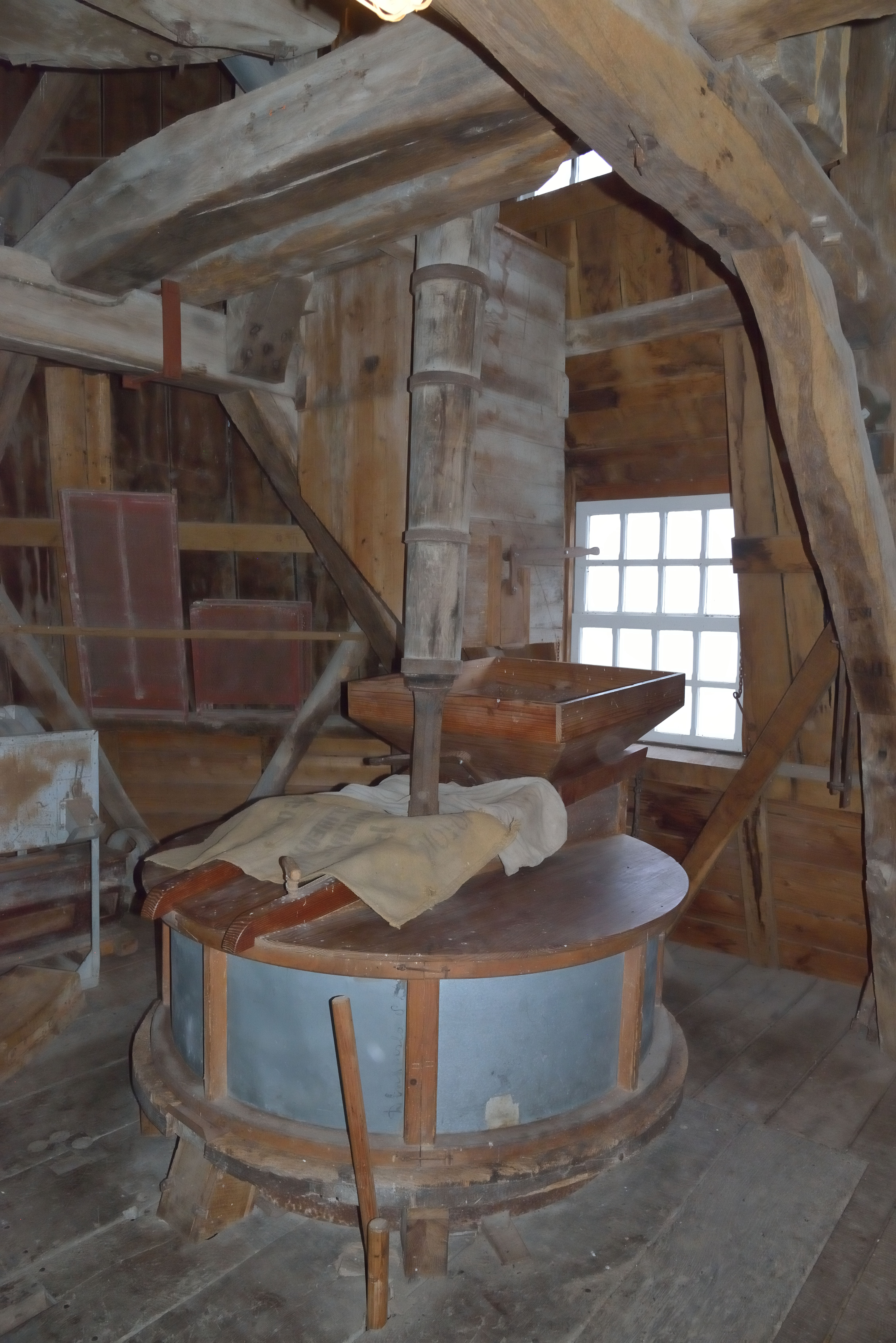
Maalkoppel
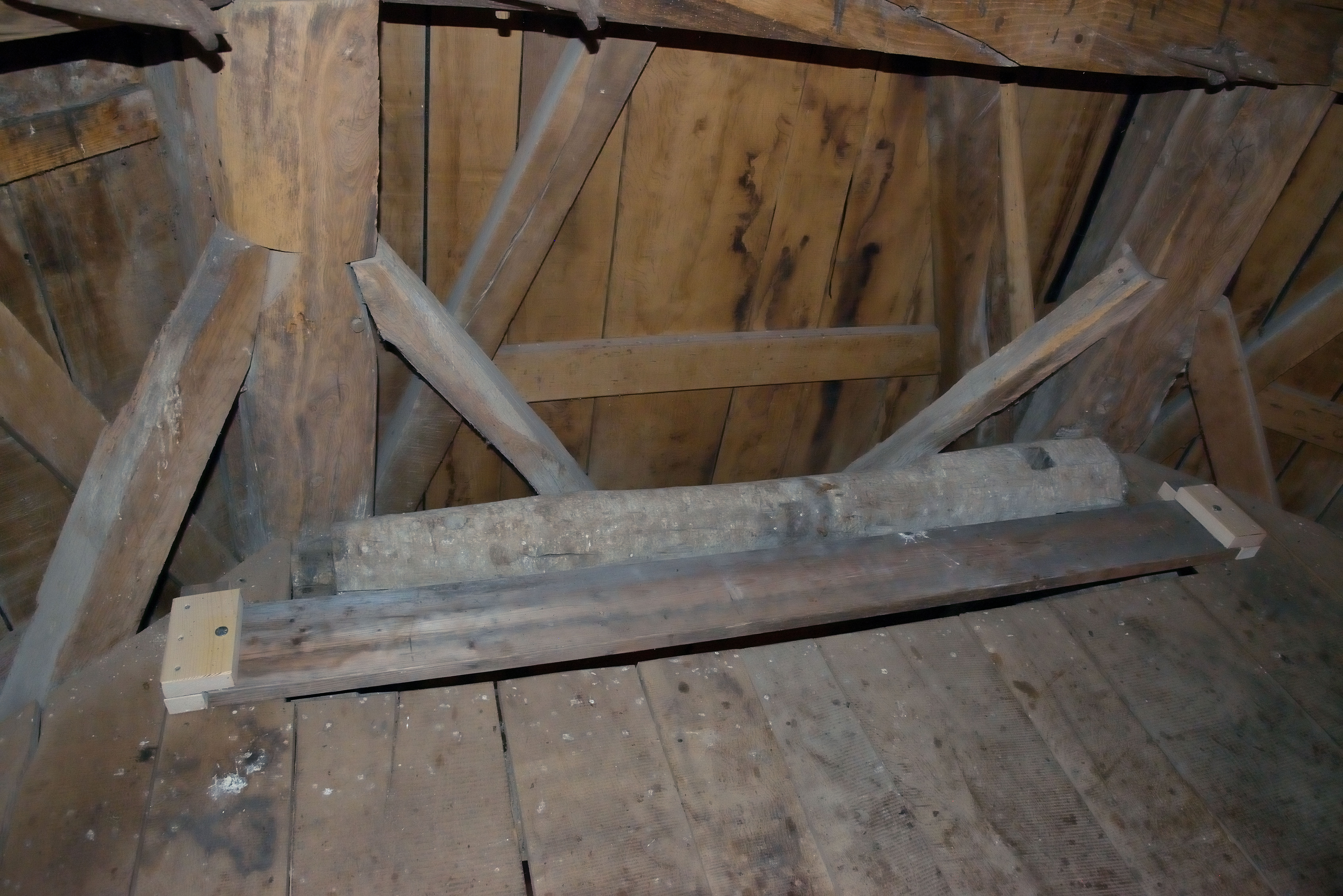
Windas steenspil
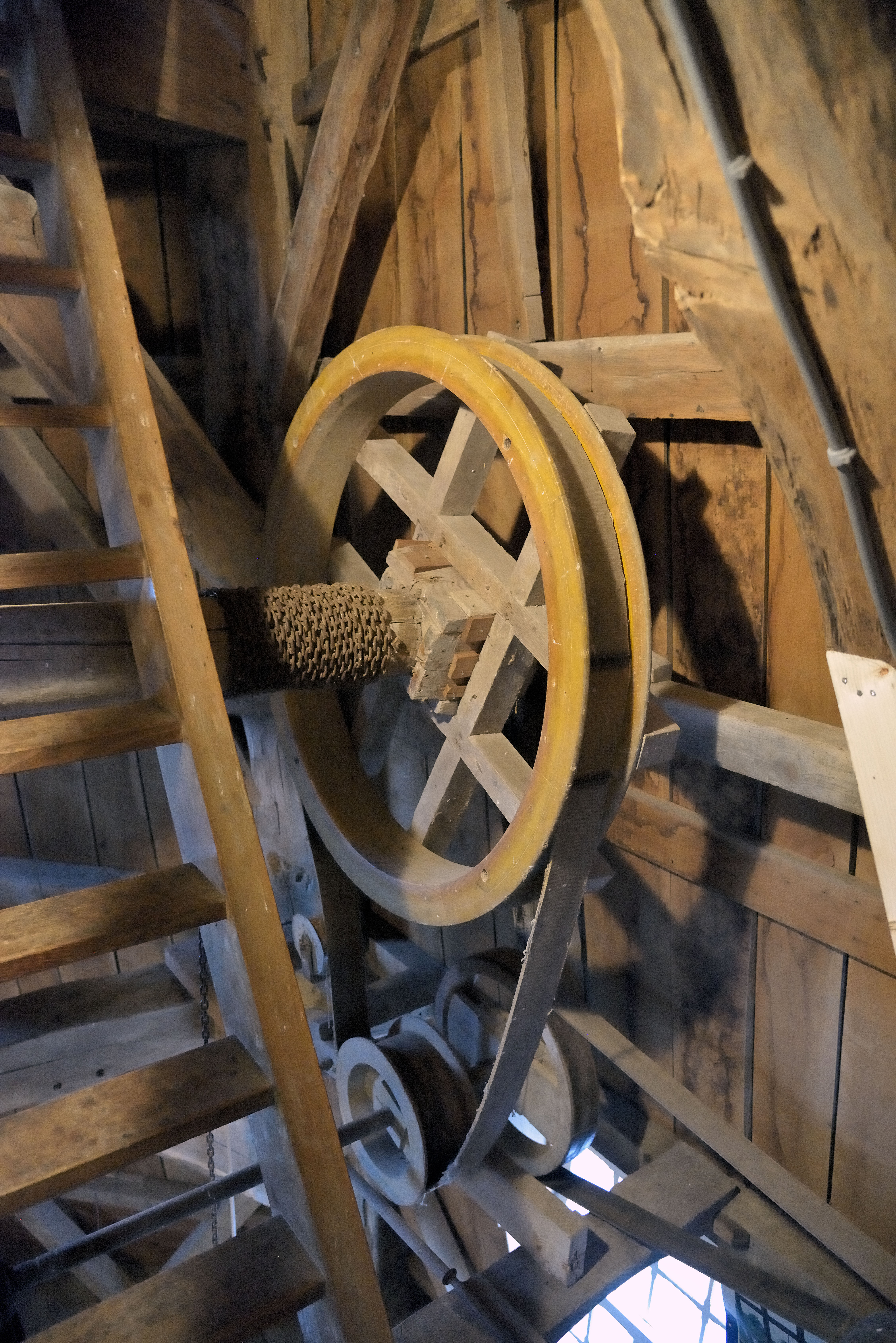
Elektrisch aangedreven luiwerk